# 1561년 뉘른베르크 상공 천문소동

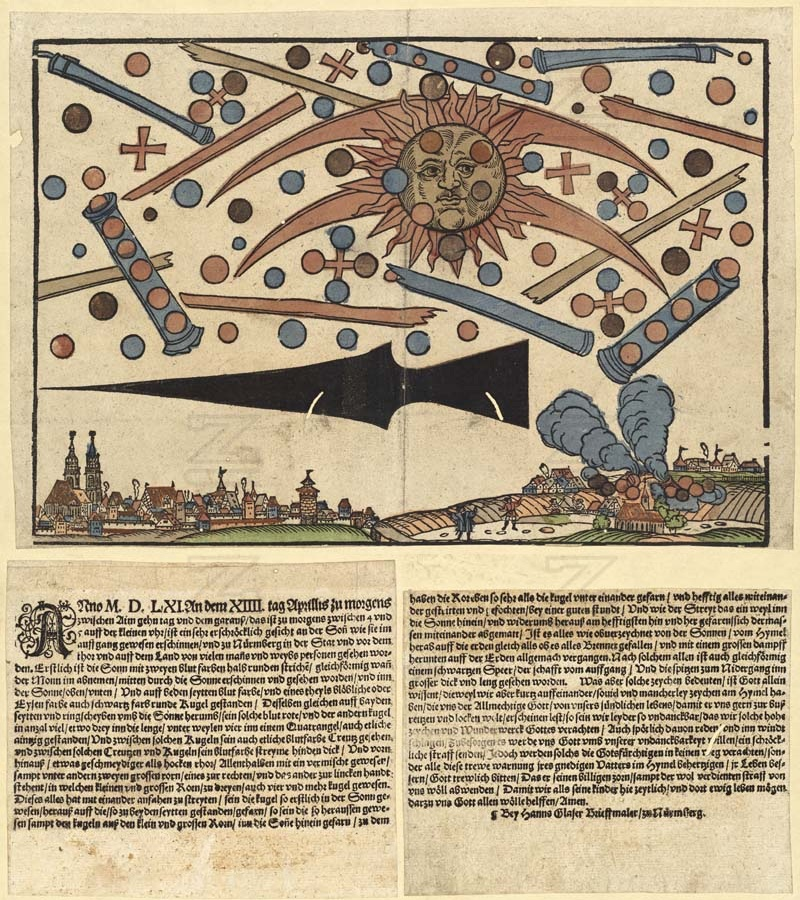

1561년 뉘른베르크 상공 천문소동(독일어: Das Nürnberger Himmelsspektakel von 1561)은 1561년 4월 14일 새벽녘 신성로마제국 뉘른베르크 자유시 상공에 정체불명의 번쩍번쩍하는 불빛들이 나타난 사건이다. 호사가들은 미확인비행체 목격사건이라고도 하지만, 과학적 회의주의자들은 환일현상 등으로 설명을 시도한다.